# Quaero
Quaero (Latijn: Ik zoek) is een Frans internetzoekmachineproject. Het project startte aanvankelijk als een Frans-Duitse samenwerking, maar de Duitse regering trok haar financiële steun aan het einde van 2006 in. De Duitse regering heeft haar focus verlegd naar het project "Theseus". De initiële deelnemers van het project waren onder andere Thomson, France Télécom, Siemens AG (dat in januari 2006 Deutsche Telekom verving), Thales, Bertin Technologies, Exalead, Jouve, Synapse Développement, LTU Technologies, Vecsys, Vocapia Research, Empolis, vele onderzoeksinstituten zoals het Institut national de recherche en informatique et en automatique, het Institut National de la Recherche Agronomique, Centre national de la recherche scientifique, Clips Imag, RWTH Aachen, de Universiteit van Karlsruhe en contentproviders als Institut national de l'audiovisuel en Studio Hamburg.
Quaero ontstond uit de visie een Europese concurrent te maken voor het Amerikaanse Google en andere commerciële zoekmachines zoals Yahoo, MSN and AskJeeves.

## Kritiek
De Franse satirische krant Le Canard Enchaîné gaf aan dat de investeringen in het project slechts een fractie zijn van het geld dat Microsoft of Google investeert. Het belangrijkste punt was dat tegen de tijd dat Quaero gelanceerd zou worden, de zoekmachinemarkt weer een generatie voor zou lopen op Quaero.

## Voetnoten
1. ↑  The Guardian